# Carex haematorrhyncha
Carex haematorrhyncha är en halvgräsart som beskrevs av Jisaburo Ohwi och Tetsuo Michael Koyama. Carex haematorrhyncha ingår i släktet starrar, och familjen halvgräs. Inga underarter finns listade i Catalogue of Life.